# Космос-1967
Космос-1967 је један од преко 2400 совјетских вјештачких сателита лансираних у оквиру програма Космос.
Космос-1967 је лансиран са космодрома Плесецк, СССР, 6. септембра 1988. Ракета-носач Сојуз је поставила сателит у орбиту око планете Земље. Маса сателита при лансирању је износила 6300 килограма. Космос-1967 је био војни сателит за фотографску картографију.